# Deutsche Bauzeitung
La Deutsche Bauzeitung (aujourd'hui : db deutsche bauzeitung) est la plus ancienne revue spécialisée d'Allemagne pour les architectes et les ingénieurs civils. Elle est fondée notamment par Karl Emil Otto Fritsch (de), Wilhelm Böckmann et Hubert Göbbels (de).

## Histoire
En 1866, Hubert Göbbels, en tant que membre de l'Association des architectes de Berlin, déposa une demande "pour savoir si un lien permanent ne pourrait pas être établi entre les membres de l'association d'ici et ceux qui ont quitté Berlin, par exemple par des communications hebdomadaires de la part de l'association". L'impulsion de Göbbels est en fin de compte la suggestion de la création du Deutsches Bauzeitung. Une commission fondatrice est constituée la même année, composée de Wilhelm Böckmann, Hermann Blankenstein, Johann Eduard Jacobsthal, Felix Sendler, Hubert Stier (de) et Hubert Göbbels. L'objectif est de devenir indépendant du Zeitschrift für Bauwesen, dont l'édition était assurée par le ministère prussien du Commerce, de l'Industrie et des Travaux publics et qui a absorbé l'ancien organe de l'association, le Notizblatt. En effet, le Zeitschrift für Bauwesen ne paraît que tous les trimestres, ce qui ne permet pas de faire connaître les communications de l'association en temps réel . LAlors que la date de création de la Deutsche Bauzeitung est documentée pour le 15 décembre 1866, le premier numéro paraît le 5 janvier 1867 sous le titre Wochenblatt, édité par des membres de l'Association des architectes de Berlin. À la fin de l'année, le nouvel organe de l'association paraît à 3 000 exemplaires. À partir de 1868, il porte le titre de Deutsche Bauzeitung .
Plus tard, les revues Die Bauzeitung, Der Deutsche Baumeister et baukunst und werkform (de) sont fusionnés dans la Deutsche Bauzeitung. De son côté, le Die Bauzeitung paraît dans les années 1930 avec le sous-titre combiné avec Süddeutsche Bauzeitung Munich, Süddeutsche Baugewerks-Zeitung, Deutscher Bauten-Nachweis Stuttgart.
Le db deutsche bauzeitung est actuellement un périodique par abonnement qui paraît neuf fois par an, le tirage contrôlé par l'IVW (de) est de 25 000 exemplaires. La revue est publiée par Konradin Verlag (de) à Leinfelden-Echterdingen. En 2013, la revue spécialisée Metamorphose, Bauen im Bestand (de) est intégrée à l'édition imprimée et est publiée quatre fois par an dans une rubrique thématique « Bauen im Bestand».

## Auteurs
Jürgen Tietz (de), Falk Jaeger (de), Christoph Gunßer (de), Wolfgang Pehnt (de), Jan Knippers (de), Hubertus Adam, Rudolf Skoda (de), Heinrich Wefing (de), Fritz Wenzel (de), Rainer Oswald, Curt Siegel (de), Hildegard Schirmacher (de), Dieter Bartetzko (de), Lothar Schätzl (de), Ernst Treitl, Wilfried Dechau (ancien rédacteur en chef).

## Thèmes
Outre l'architecture et le génie civil, la db deutsche bauzeitung s'intéresse également à l'architecture intérieure, au design, à l'aménagement intérieur, à la critique architecturale, à la culture architecturale, à la protection des bâtiments et à la rénovation des bâtiments. Son public cible comprend des architectes, des planificateurs, des ingénieurs en bâtiment dans tous les secteurs, des services de construction de bâtiments, des sociétés de construction et de lotissement, des entreprises de construction de bâtiments et des bureaux d'ingénieurs spécialisés.